# بروس غلوفر
بروس غلوفر (بالإنجليزية: Bruce Glover)‏ مواليد 2 مايو 1932 في شيكاغو، هو ممثل أمريكي بدأ مسيرته الفنية سنة 1958.

## الأعمال
- علاقة توماس كراون
- الماس للأبد
- الحي الصيني
- عالم أشباح

## روابط خارجية
- بروس غلوفر على موقع IMDb (الإنجليزية)
- بروس غلوفر على موقع ألو سيني (الفرنسية)
- بروس غلوفر على موقع أول موفي (الإنجليزية)
- بروس غلوفر على موقع قاعدة بيانات برودواي على الإنترنت (الإنجليزية)
- بروس غلوفر على موقع قاعدة بيانات الأفلام السويدية (السويدية)
- بروس غلوفر على موقع قاعدة بيانات الفيلم (الإنجليزية)
- بروس غلوفر على موقع كينوبويسك (الروسية)